# A Lluís Millet

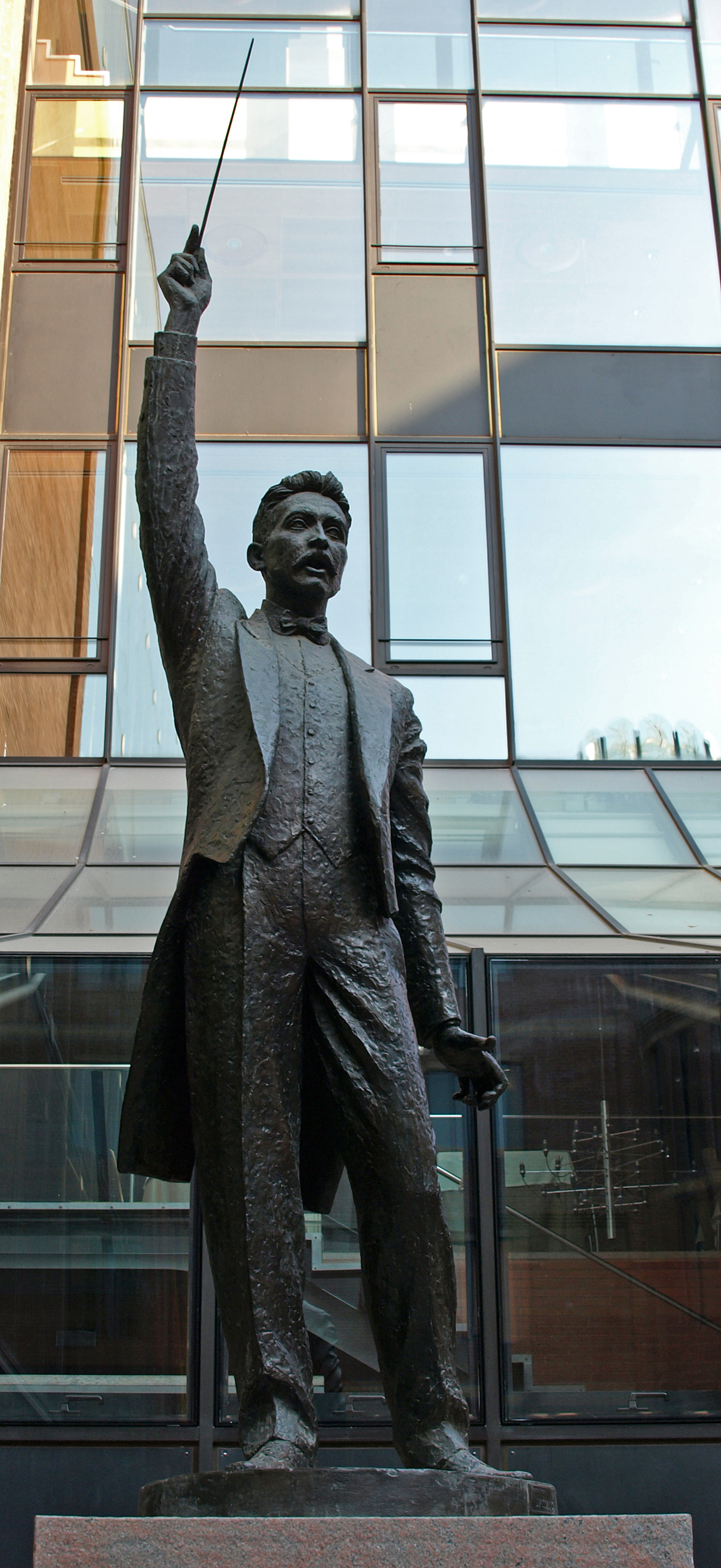
Escultura ubicada en el Palacio de la Música Catalana.

A Lluís Millet es una escultura urbana creada por Josep Salvadó Jassans en 1991 ubicada en Barcelona, España.

## Historia
Se trata de una obra realista de bronce realizada a tamaño natural por el artista catalán Josep Salvadó Jassans, discípulo de Joan Rebull e inaugurada el 3 de diciembre de 1991 ante el presidente del Orfeón Catalán y del presidente del Parlamento de Cataluña, Joaquim Xicoy. La obra fue ubicada al lado del Palacio de la Música Catalana con motivo del cincuentenario de la muerte del destacado compositor Lluís Millet, un lugar elegido especialmente para recordar a uno de los cofundadores del Orfeón Catalán, una sociedad coral que también estaba de celebración al cumplir 100 años de existencia ese mismo año.